# Viega
Viega Holding GmbH & Co. KG er en tysk producent af sanitets- og varmeteknik. De har hovedkvarter i Attendorn, Nordrhein-Westfalen. Virksomheden er ejet af familien Viegener.
I 1899 grundlagde Franz-Anselm Viegener virksomheden i Attendorn. I begyndelsen solgte han øl-armaturer i messing. I 1910 begyndte produktionen af sanitets- og varmeteknik.